# Критерий Лоусона

Логарифмический график зависимости критерия Лоусона для синтеза гелия из дейтерия и трития — то есть минимального произведения плотности числа электронов в плазме на время удержания плазмы, время, необходимое для поддержания термоядерной плазмы при постоянной температуре. Температура дана в электронвольтах, 1 электронвольт соответствует температуре около 11000 К.

В исследованиях по управляемому термоядерному синтезу критерий Лоусона позволяет оценить, будет ли термоядерный синтез в реакторе с заданными параметрами источником энергии.
Другими словами, критерий Лоусона позволяет оценить баланс тепла в плазме во время реакции. Если количество энергии, выделившейся в результате термоядерной реакции, превысит количество затраченной энергии на её поджиг и удержание — баланс тепла будет положительным.
Ещё одна интерпретация критерия Лоусона — оценка минимальной частоты реакций синтеза в секунду, необходимую для устойчивого поддержания реакции в плазме.
Критерий впервые сформулирован в 1955 году британским физиком Дж. Д. Лоусоном в засекреченной работе. В 1957 году была опубликована открытая научная статья.

## Вывод критерия Лоусона для термоядерной реакции D + T

Условие саморазогрева термоядерной плазмы (электронная плотность×время удержания) для трех реакций ядерного синтеза. Параметры плазмы должны быть выше кривых для саморазогрева плазмы за счёт синтеза для преодоления потерь энергии

Например, рассмотрим реакцию {\displaystyle {}_{1}^{2}{\mbox{H}}+{}_{1}^{3}{\mbox{H}}\rightarrow {}_{2}^{4}{\mbox{He}}+{}_{0}^{1}{\mbox{n}}+17{,}6{\mbox{ MeV}}.} Здесь ядро дейтерия, (дейтрон) D ({\displaystyle {}_{1}^{2}{\mbox{H}}}) сталкивается с ядром трития (тритоном) T ({\displaystyle {}_{1}^{3}{\mbox{H}}}). В результате реакции образуется ядро гелия {\displaystyle {}_{2}^{4}{\mbox{He}}} и нейтрон {\displaystyle {}_{0}^{1}{\mbox{n}}.}
При этом энергия в количестве {\displaystyle E_{He}=3{,}5{\mbox{ MeV}}} передаётся ядру гелия, а {\displaystyle E_{n}=14{,}1{\mbox{ MeV}}} уносит нейтрон. Если размер области заполненной плазмой и её плотность достаточно велики, быстрое ядро гелия за счет упругих соударений практически полностью передаст свою энергию другим частицам плазмы. Нейтрон же легче, не имеет электрического заряда, поэтому сечение реакции для него невелико и плазма для него практически прозрачна, поэтому он покинет зону реакции, унеся энергию с собой.
Допустим, энергия нейтрона выделилась на стенках бланкета реактора и преобразуется в электроэнергию, и эту электроэнергия затрачивается на подогрев плазмы. Коэффициент полезного действия такого каскада преобразований обозначим как {\displaystyle \eta .}
Таким образом, можно считать, что в плазму от каждого ядерного взаимодействия возвращается энергия {\displaystyle E=E_{He}+\eta E_{n}.}
Количество выделяющегося тепла в реакторе и оценка потерь
Всего количество ядерных взаимодействий можно оценить так. В нагретом теле средняя кинетическая энергия частиц зависит от температуры тела {\displaystyle T} как:
{\displaystyle {\frac {mv^{2}}{2}}={\frac {3}{2}}kT,}
где {\displaystyle k=1.38\cdot 10^{-23}} Дж/К — постоянная Больцмана,
{\displaystyle v} — средняя скорость частицы,
{\displaystyle m} — её масса.
Можно считать, что распределение частиц по скоростям определяется распределением Максвелла. Не все частицы обладают одинаковой скоростью. Попадаются те, у которых скорость ниже средней, но есть и те, скорость которых выше.
Теперь представим себе дейтрон и тритон в виде шариков с радиусами {\displaystyle r_{1}} и {\displaystyle r_{2}} соответственно. Будем считать, что ядерная реакция произойдет, если одна частица столкнется с другой. Можно представить себе мишень в виде точки, а ударник в виде диска с радиусом {\displaystyle R=r_{1}+r_{2}.} Ударяющее налетающее ядро за одну секунду проходит путь {\displaystyle v.}
Скорость реакции в такой модели: вдоль направления скорости налетающего ядра образуется объём {\displaystyle V=\pi R^{2}v.} Обозначив {\displaystyle \sigma =\pi R^{2},} получаем {\displaystyle V=\sigma v.}
Просуммировав произведение {\displaystyle \sigma v} по всем значениям скорости с учётом относительного числа частиц, обладающих такой скоростью, мы получим величину, обозначаемую как {\displaystyle <\sigma v>} (сигма v в угловых скобках).
Естественно, скорость реакции равна произведению числа частиц {\displaystyle n,}, находящихся в этом объёме, на величину объёма. Например, плотность мишени равна {\displaystyle n_{1}} ядер/м3, а плотность ударника {\displaystyle n_{2}} ядер/м3. Тогда скорость реакции на 1 м3 составит:
{\displaystyle S=n_{1}n_{2}<\sigma v>} событий·с−1·м−3.
Для реакции D + T мы берем ровные количества ядер каждого типа, то есть, при концентрации {\displaystyle n} атомов в 1 м3 число дейтонов составит {\displaystyle n/2} и, естественно, равное ему число тритонов также {\displaystyle n/2.} Каждый атом дейтерия и трития обладает одним электроном, таким образом, после ионизации атомов, каждый из которых распадается на две частицы, образуется {\displaystyle 2n} частиц.
В одном кубическом метре будет происходить {\displaystyle <\sigma v>n^{2}/4} столкновений дейтонов с тритонами, то есть тепловыделение составит:
{\displaystyle (E_{He}+\eta E_{n})<\sigma v>n^{2}/4.}
Оценка потерь
Для оценки энергии на нагрев плазмы для простоты будем считать, что все частицы имеют одинаковую температуру {\displaystyle T.} Следовательно, на одну частицу приходится энергия {\displaystyle {\frac {3}{2}}kT.} Тогда суммарная энергия всех частиц в 1 м3 {\displaystyle {\frac {3}{2}}kT\cdot 2n=3kTn.}
Предпложим, что плазма каким-то образом была нагрета и затем источник нагрева выключили. Плазма начнет остывать с мощностью {\displaystyle {\frac {3kTn}{\tau }}}. Здесь {\displaystyle \tau } — время удержания плазмы,  величина, характеризующая совершенство теплоизоляции реактора.
Баланс тепла
Теперь, после оценки тепловыделения и потерь, составляется баланс энергии для реактора. Выделившаяся энергия должна быть больше потерянной:
{\displaystyle (E_{He}+\eta E_{n})<\sigma v>n^{2}/4\geqslant {3kTn}/{\tau }.}
Отсюда условие положительного энергетического баданса термоядерного реактора:
{\displaystyle n{\tau }\geqslant {\frac {12kT}{(E_{He}+\eta E_{n})<\sigma v>}}}
При выполнении критерия Лоусона энергия, выделяющаяся при управляемом термоядерном синтезе, равна энергии, вводимой в систему, для нагрева плазмы, при превышении критерия реактор будет выделять дополнительную энергию.

## Численные значения критерия для различных реакций
| D + T                          | D + D                          | D + 3He                            |
| ------------------------------ | ------------------------------ | ---------------------------------- |
| {\displaystyle 2\cdot 10^{20}} | {\displaystyle 5\cdot 10^{22}} | {\displaystyle 7{,}5\cdot 10^{24}} |

## Практическое применение критерия Лоусона
Критерий Лоусона используется для оценки конструктивного совершенства термоядерных реакторов. Например, если реактор использует DT-топливо, то критерий для этой реакции равен {\displaystyle n{\tau }\geqslant 10^{20}} м−3·с.
Будем считать, что технические параметры магнитных систем реактора позволяют создать плазму с плотностью {\displaystyle n}=1017 м−3. Тогда, для положительного баланса энергии, необходимое время удержания составит {\displaystyle {\frac {n\tau }{n}}\geqslant 10^{3}} c.
Если увеличить индукцию магнитного поля, то удастся создать плазму большей плотности. Если  поднять плотность плазмы на три порядка, при этом {\displaystyle n}=1020 м−3, тогда необходимое время удержания снизится на три порядка, и окажется {\displaystyle {\tau }\geqslant 1} c.